# تيري غاثوسي
تيري غاثوسي (17 أبريل 1982 في الكاميرون - ) (بالفرنسية: Thierry Gathuessi)‏ هو لاعب كرة قدم فرنسي في مركز الوسط. شارك مع منتخب الكاميرون لكرة القدم. أما مع النوادي، فقد لعب مع ريث روفرز ونادي آريما كرونوس ونادي إنفرنيس ونادي سريويجايا ونادي سيت ونادي كان ونادي مونبلييه ونادي هيبرنيان وPersiram Raja Ampat ‏.

## وصلات خارجية
- تيري غاثوسي على موقع الاتحاد الدولي (مؤرشف)  (الإنجليزية)
- تيري غاثوسي على موقع قاعدة بيانات كرة القدم.إي يو (الإنجليزية)
- تيري غاثوسي على موقع ناشيونال فوتبول تيمز (الإنجليزية)
- تيري غاثوسي على موقع Soccerbase.com (لاعب) (الإنجليزية)
- تيري غاثوسي على موقع Soccerway.com (الإنجليزية)